# Dušan Semolič
Dušan Semolič, slovenski pravnik, magister pravnih znanosti in sindikalni delavec, * 8. avgust 1947, Prvačina, Slovenija.
Svojo poklicno pot je kot diplomirani pravnik je začel v podjetju za mednarodno trgovino Intertrade. V drugi polovici osemdesetih let 20. stoletja je bil član Centralnega komiteja Zveze komunistov Slovenije.
Na prvih večstrankarskih parlamentarnih volitvah v letu 1990 je bil izvoljen v parlament Republike Slovenije, kjer je bil vodja Kluba poslancev Socialistične stranke Slovenije.
Leta 1991 je bil izvoljen za predsednika novoustanovljene Zveze svobodnih sindikatov Slovenije, na čelu katere je bil vse do septembra 2017. Je eden najbolj zaslužnih za razvoj tristranskega socialnega dialoga v Sloveniji. Bil je borec za socialno državo in pomembno vplival na smer reform obveznih socialnih zavarovanj.  V začetku oktobra 2017 je vodenje prevzela Lidija Jerkič.

Novembra 1997 je bil prvič izvoljen za člana Državnega sveta Republike Slovenije, svoj drugi mandat v Državnem svetu je začel s ponovno izvolitvijo novembra 2002. 
Z včlanitvijo ZSSS v Evropske konfederacije sindikatov leta 1999 je postal član njenega Izvršnega odbora.